# 李炳威
李炳威（英語：Anthony Li Ping-wai），香港公務員，曾任離島民政事務專員。他在1995年加入香港政府政務職系，曾在保安局、民政事務總署、規劃地政局、經濟發展及勞工局和民政事務局等多個政策局及部門工作。他其後擔任財經事務及庫務局首席助理秘書長，並在2013年1月14日接替劉錦泉出任離島民政事務專員，至2020年7月18日為楊蕙心所接替。
李炳威其後出任環境及生態局副秘書長（食物），並就因應福島核廢水排放問題而管制日本進口食品的問題在立法會發言。

## 資料來源
1. ↑  . www.info.gov.hk.   [2023-08-24]. （原始内容存档于2023-03-08）.
2. ↑  . 香港特別行政區政府新聞公報. 2020-07-17  [2020-08-09]. （原始内容存档于2021-03-10）.
3. ↑  靜文. . www.hkcd.com.   [2023-08-24]. （原始内容存档于2023-05-13）.

| 政府职务        | 政府职务                                      | 政府职务        |
| --------------- | --------------------------------------------- | --------------- |
| 前任者： 劉錦泉 | 離島民政事務專員 2013年1月14日－2020年7月17日 | 繼任者： 楊蕙心 |